# Parthenium schottii
Parthenium schottii là một loài thực vật có hoa trong họ Cúc. Loài này được Greenm. ex Millsp. & Chase mô tả khoa học đầu tiên năm 1904.